# 頽廃芸術展
『頽廃芸術展』（たいはいげいじゅつてん）は人間椅子の7枚目のアルバム。
トライクルの倒産により一時廃盤になったが、2003年にテイチクエンタテインメントより再発。その際に盤面の変更、メンバーによるコメントの追加などがされた。

## 解説
タイトルの『頽廃芸術展』とは、第一次世界大戦後にドイツで擡頭し出したナチス政権が、芸術家達に対して行なった弾劾活動、プロパガンダの一環で行なわれた芸術展を指す。これをアルバム名に冠した理由は、世間の流行に自分たちの音楽が乖離していようとも、流行に媚びず、自分たちが作りたい音楽を作るという姿勢を当時の芸術家たちになぞらえたということである。人間椅子のそれまでのアルバムの多くと違い、タイトルトラックは収録されていない。
本作より後藤マスヒロ（4thアルバム『羅生門』にサポートとして参加）が土屋巌の後任ドラマーとして正式に加入した。
レコーディングは鈴木と和嶋の地元である青森県弘前市の廃業した映画館で行われた。ミックスも基本的にはメンバー3人で仕上げ、マスタリングを除く全工程が弘前にて行われた。
マイケル・アモット率いるスピリチュアル・ベガーズのアルバム『On Fire』(2002)収録の「Young Man Old Soul」のイントロのリフが「ED75」のリフと酷似しており、インターネット上で検証動画が出回っているが、特には問題にはなっていない。ちなみにマイケル・アモットは人間椅子がお気に入りだという。

## 収録曲
| 全編曲: 人間椅子。 |                          |          |                    |      |
| #                  | タイトル                 | 作詞     | 作曲               | 時間 |
| 1.                 | 「胎内巡り」             | 和嶋慎治 | 鈴木研一           | 7:52 |
| 2.                 | 「戦慄する木魂」         | 和嶋慎治 | 和嶋慎治           | 3:54 |
| 3.                 | 「九相図のスキャット」   | 和嶋慎治 | 和嶋慎治           | 5:00 |
| 4.                 | 「血塗られたひな祭り」   | 鈴木研一 | 鈴木研一           | 7:20 |
| 5.                 | 「菊人形の呪い」         | 和嶋慎治 | 和嶋慎治           | 7:11 |
| 6.                 | 「天体嗜好症」           | 和嶋慎治 | 鈴木研一           | 6:18 |
| 7.                 | 「村の外れでビッグバン」 | 和嶋慎治 | 和嶋慎治           | 4:57 |
| 8.                 | 「ED75」                 | 鈴木研一 | 鈴木研一           | 6:31 |
| 9.                 | 「エキサイト」           | 鈴木研一 | 鈴木研一           | 3:21 |
| 10.                | 「阿片窟の男」           | 和嶋慎治 | 和嶋慎治           | 4:37 |
| 11.                | 「銀河鉄道777」          | 鈴木研一 | 鈴木研一           | 3:40 |
| 12.                | 「ダンウィッチの怪」     | 和嶋慎治 | 和嶋慎治、鈴木研一 | 7:24 |

## 演奏者
- 和嶋慎治 - ギター、ボーカル
- 鈴木研一 - ベース、ボーカル
- 後藤マスヒロ - ドラムス